# Бережанський агротехнічний інститут
Бережанський агротехнічний інститут — навчальний заклад в м. Бережани Тернопільської області. Від 1997 входить у структуру Національного університету біоресурсів і природокористування України в Києві.

## Історія
Історія БАТІ починається 1959p. від заснування у місті Бережани -  технікуму механізації сільського господарства.
1966 р. — перейменовано на технікум механізації і електрифікації сільського господарства.
1992 р. — реорганізовано в агротехнічний коледж.
2001 р. — Постановою Кабінету Міністрів України від 6 травня № 434 утворено агротехнічний інститут у складі Національного аграрного університету. Цього ж року проведена акредитація спеціальностей та інституту в цілому за ІІІ рівнем і ДАК видано відповідні сертифікати.
2006 р. — Інститут реорганізовано у Відокремлений структурний підрозділ НАУ «Бережанський агротехнічний інститут».
2008 р. — Інститут став Відокремленим підрозділом Національного університету біоресурсів і природокористування України (постанова Кабінету Міністрів України № 945 від 30.10.2008 року.
Будівля, в якій нині знаходиться головний корпус Бережанського агротехнічного інституту була споруджена у 1912 році і первинно була призначена для приміщення крайового суду. Занесена у «Державний реєстр національного культурного надбання (пам'ятки містобудування і архітектури України) Тернопільської області» під реєстровим номером 21.

## Структура
Інститут готує фахівців з 12 спеціальностей освітніх ступенів Бакалавр та Магістр

### Факультети
- Економіки та природокористування
  - кафедра економіки та менеджменту
  - кафедра обліку та аудиту
  - кафедра гуманітарних дисциплін
  - кафедра екології, охорони навколишнього середовища та збалансоване природокористування
- Агроінженерний
  - кафедра загальноінженерної підготовки
  - кафедра машиновикористання та технологій в сільському господарстві
  - кафедра енергетичних засобів та технічного сервісу в АПК
  - кафедра лісового та садовопаркового господарства
- Енергетики та електротехніки
  - кафедра енергетики та автоматики
  - кафедра електротехнологій та експлуатації енергообладнання
  - кафедра інформаційних технологій та вищої математики

Навчається близько 3 тис. студентів (разом із заочною формою навчання). Працюють 197 викладачів, із них 4 доктори і 59 кандидати наук. Функціонують 11 кафедри, відділ гуманістичної освіти та виховання, 2 центри — науково-видавничих і комп'ютерно-інформаційних технологій.

### Корпуси
У 8 корпусах — 20 навчальних кабінетів, 45 лабораторій, 11 лекційних аудиторій, 3 кабінети дипломного і курсового проектування, 15 комп'ютерних класів, навчально-виробничі майстерні, СТО автомобілів, бібліотека, актова зала, 2 гуртожитки, студентські кафе, музей історії інституту. Діють автотрактородром і спортивно-оздоровчий комплекс.

## Зовнішня співпраця
Близько 400 студентів і викладачів інституту стажувалися в Австрії, Швейцарії, Данії.
БАТІ співпрацює з Віденським університетом культури землеробства, Вищою економічною школою та Науково-дослідним центром альтернативного дизельного палива м. Візельбург (Австрія), Інститутом біодинамічного сільського господарства м. Фрік (Швейцарія) та іншими навчальними закладами Європи.

## Керівництво
- Павліський Василь Михайлович (2000—2017)
- Жибак Мирон Миколайович

## Випускники
На фасаді навчального закладу встановили пам'ятну дошку колишньому студентові, Героєві Небесної сотні Устимові Голоднюку.
- Тихий Богдан Ярославович — український інженер, краєзнавець, фольклорист, поет-пісняр, художник-аматор, літератор, видавець, громадський діяч.